# Listen Up Philip
Listen Up Philip è un film del 2014 diretto da Alex Ross Perry.

## Trama
Philip, uno scrittore in attesa della pubblicazione del suo secondo romanzo, si sente annoiato dalla sua vita quotidiana e dal suo rapporto traballante con la fidanzata Ashley. In tutto questo caos, il suo idolo Ike Zimmerman gli offre la sua residenza estiva come rifugio, un luogo isolato dove trova la pace.

## Riconoscimenti
- 2014 - Locarno Festival
  - Premio speciale della giuria del Festival del film Locarno